# Нтіраманджа
Нтірама́нджа (англ. Nthiramanja) — традиційна громада у складі дистрикту Муландже Південного регіону Малаві.
Населення — 51108 осіб (2018).